# Flambeau, Quận Rusk, Wisconsin
Flambeau là một thị trấn thuộc quận Rusk, tiểu bang Wisconsin, Hoa Kỳ. Năm 2010, dân số của thị trấn này là 1.031 người.